# Cyprinella rutila
Cyprinella rutila är en fiskart som först beskrevs av Girard, 1856.  Cyprinella rutila ingår i släktet Cyprinella och familjen karpfiskar. Inga underarter finns listade i Catalogue of Life.